# Apistogramma hongsloi
Apistogramma hongsloi є видом риб родини цихлід. Він входить до числа видів, які найчастіше утримуються в акваріумах.

## Опис
Тіло самців досягає 7  сантиметрів завдовжки. Самки виростають значно менші, зрілі можуть досягти 4,5 см завдовжки.
Тіло риби помірно високе. Хвостовий плавець заокруглений.
Відомі синьо-жовта раса, в якої у самця черевний плавець дуже лимонно-жовтого забарвлення.
Самці з Ріо-Катаніяпо (Венесуела) мають бежевий окрас, а тіло набагато простіше пофарбоване.
У каталогах імпортера «Aquarium Glaser» зустрічаються фото A. hongsloi «Red»
Самки, в основному, жовтого кольору.

## Розповсюдження
У порівнянні з іншими видами апістограм, Apistogramma hongsloi має порівняно велику площу розповсюдження.
Її можна знайти у верхньому та середньому Оріноко в Колумбії і Венесуелі.

## Розмноження
Apistogramma hongsloi відкладають ікру в печерах. Самки можуть відкласти ікру і на коріння. Виводок захищають виключно самки.

## Утримання
Apistogramma hongsloi вважаються простими в утриманні рибами. Їм найкраще в акваріумах з м'якою і кислою водою, як в їхніх природних умовах життя.
Важливо, аби акваріум був густо засаджений рослинами, тому що риба радо ховається під листям.
Акваріум повинен мати мінімально 100 сантиметрів завдовжки і об'єм 150 літрів.

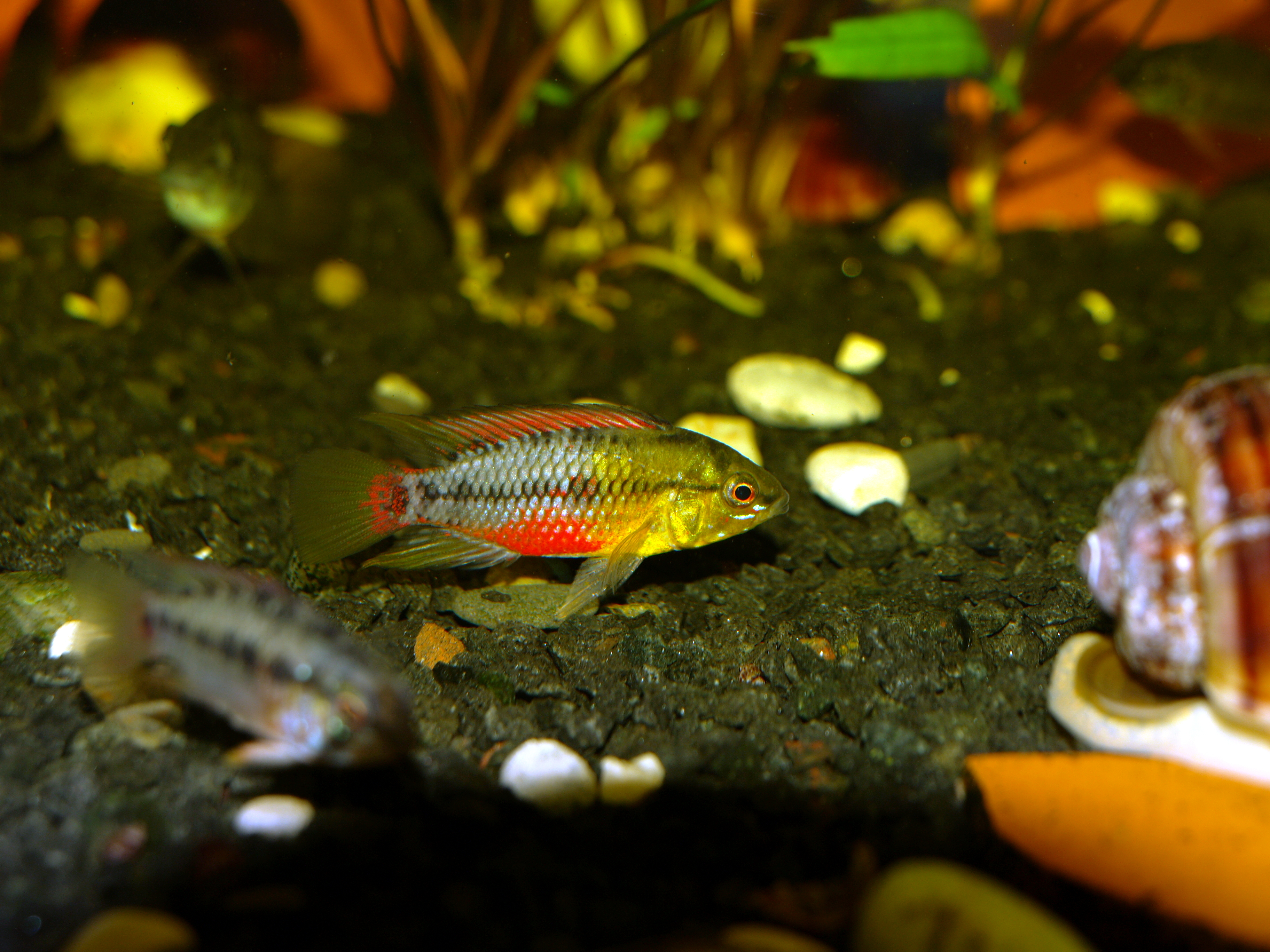
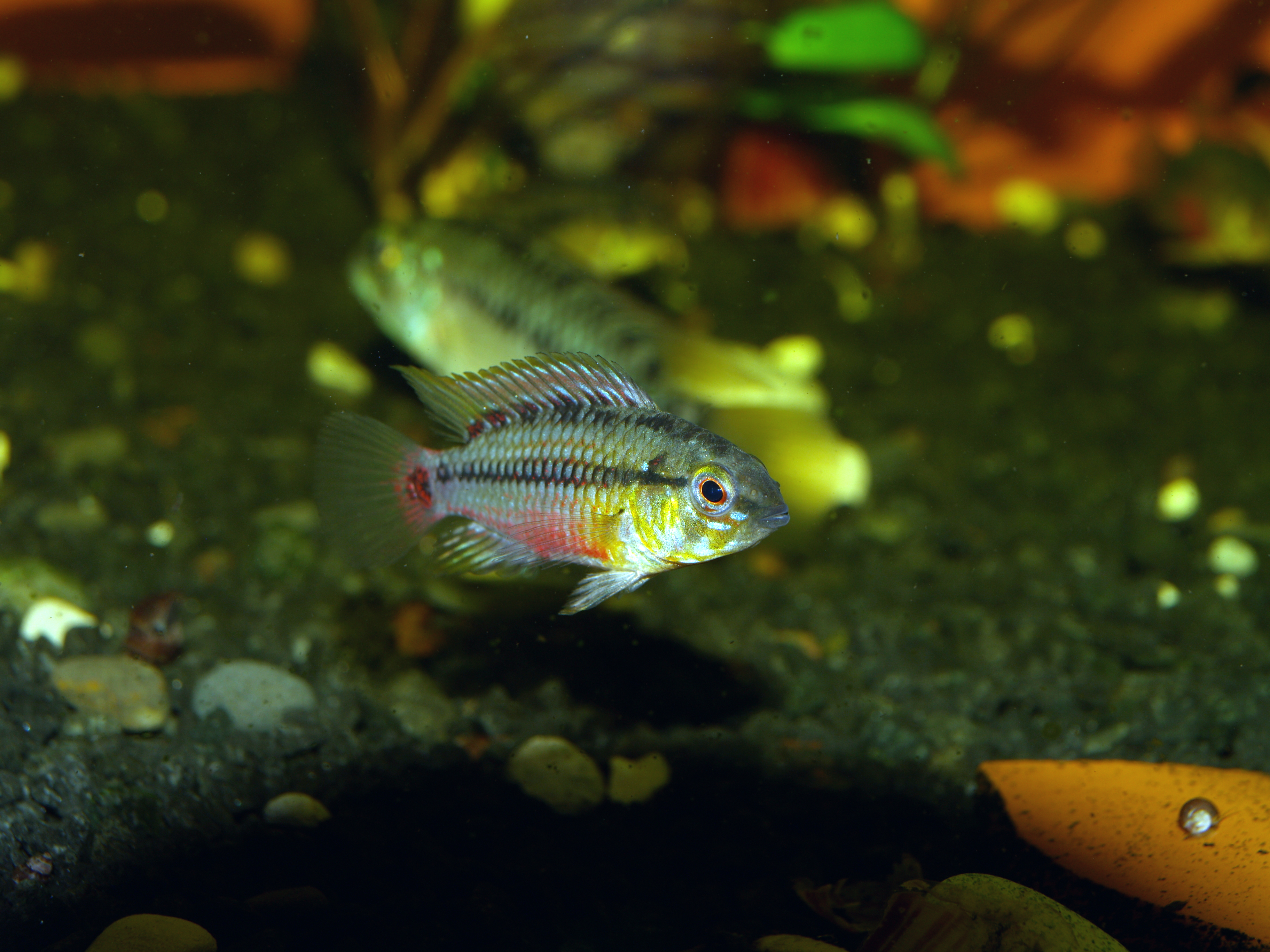
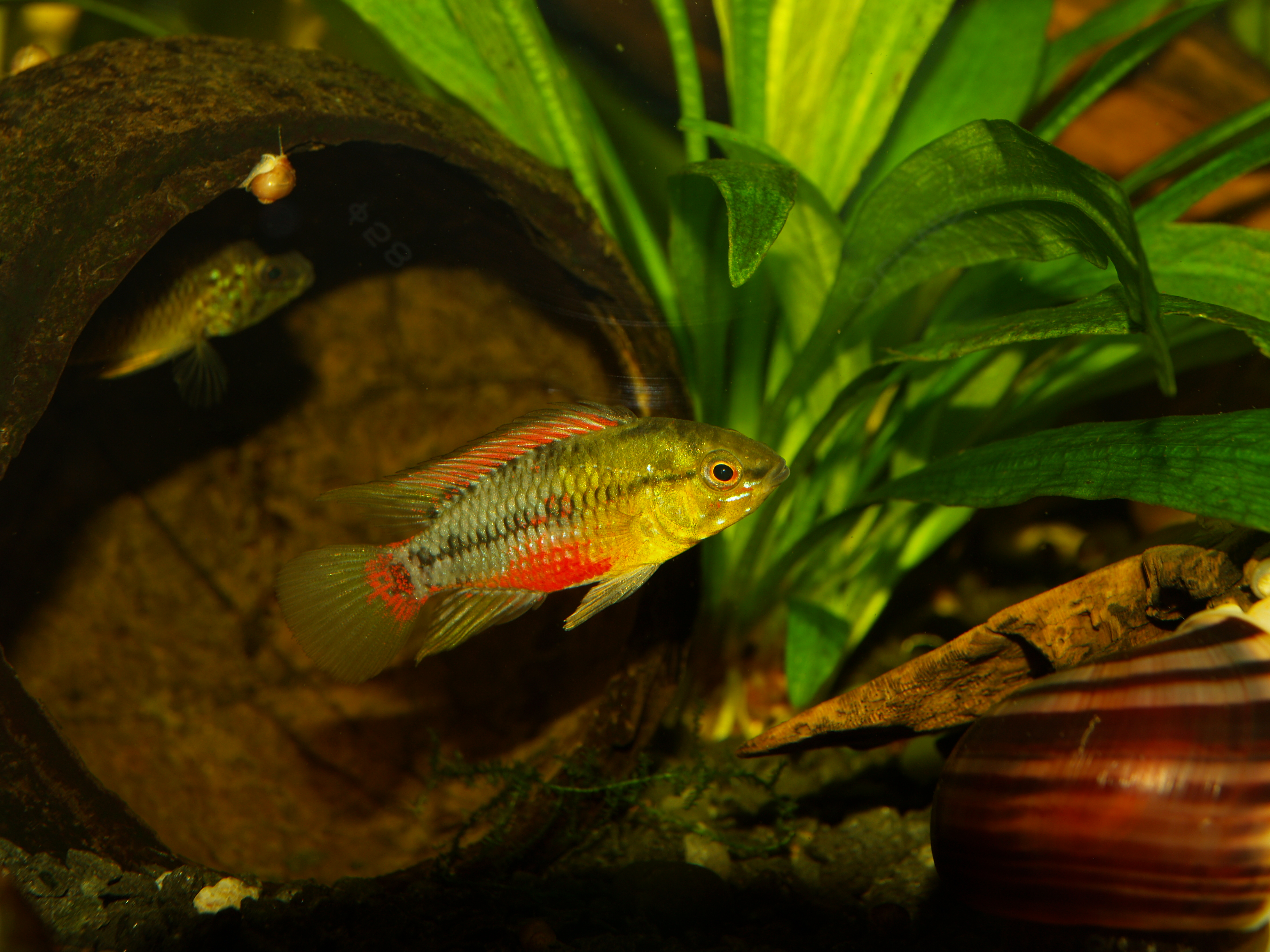